# Lenora, Kansas
Lenora là một thành phố thuộc quận Norton, tiểu bang Kansas, Hoa Kỳ. Năm 2010, dân số của xã này là 250 người.